# 門脇亨
門脇 亨（かどわき とおる、1972年2月23日 - ）は、大阪府出身の俳優、スタントマン。レッド・エンタテインメント・デリヴァー、BOSアクションユニティ、アーバンアクターズに所属していた。

## 出演

### 映画
- ウルトラマンティガ THE FINAL ODYSSEY（2000年）
- ピストルオペラ（2001年） - ボディスタント
- 月に沈む（2002年）
- やくざの詩 OKITE 掟（2003年） - 合田連合
- 3 on 3（2003年）
- 座頭市（2003年） - 銀蔵一家のチンピラ
- 海猫（2004年）
- 劇場版 仮面ライダーディケイド オールライダー対大ショッカー（2009年）
- オーズ・電王・オールライダー レッツゴー仮面ライダー（2011年）

### テレビ
- 月曜ミステリー劇場 税務調査官・窓際太郎の事件簿 第8作「雪の札幌に渦巻く巨悪を暴け!」（2002年）
- 火曜サスペンス劇場 臨床心理士6（2002年）
- 異議あり!女弁護士大岡法江 第9話「涙の親子運命の再会! エステ殺人…完結編」（2004年）
- 土曜ワイド劇場
  - ハラハラ刑事 第1作「美人OLナゾの飛び降り自殺と汚職警官の秘密計画を暴け!」（2004年）
  - 刑事の妻〜デカツマ〜 第1作「魅惑の黒髪連続殺人」（2005年）
- アンナさんのおまめ 第8話「まさかのキャバクラNo.1!! 女の戦い勃発」（2006年）
- 仮面ライダー電王（2007年 - 2008年）
- シリウスの道（2008年）
- 『東大落城』安田講堂36時間の攻防戦…40年の真相SP（2009年）
- 月曜ゴールデン 刑事シュート しゅうと&ムコの事件日誌 第2作「あのコンビが帰ってきた!」（2010年）